# Staw szczytowo-obrotowy
Staw szczytowo-obrotowy, dolny staw głowy (łac. articulatio atlantoaxialis) – w anatomii człowieka staw łączący I i II kręgi szyjne (kręg szczytowy i kręg obrotowy). Pod względem budowy jest stawem jednoosiowym, śrubowym. W jego skład wchodzą parzyste stawy boczne (powierzchnie stawowe kręgu I i II, ruch ślizgowy, wiotkie torebki stawowe) oraz stawy pośrodkowe przedni i tylny (między zębem kręgu II i łukiem przednim kręgu I oraz między zębem a więzadłem poprzecznym kręgu I).
W stawie odbywają się ruchy głowy wokół osi pionowej (ok. 30° w każdą stronę; obrót głowy do 90° odbywa się przy udziale wszystkich kręgów szyjnych) oraz ruchy pionowe zęba kręgu II względem kręgu I, spowodowane morfologią tychże struktur. Występują też minimalne ruchy pochylania i unoszenia głowy.